# 조 존스턴
조 존스턴(Joe Johnston, 1950년 5월 3일 ~ )은 미국의 영화 감독이다.

## 경력

### 시각효과
1973년 시각 디자이너 첫 입문한 조 존스턴은 조지 루커스 감독의 《스타워즈 에피소드 4: 새로운 희망》에서 설정과 특수효과를 담당하며 영화계에 데뷔하였다. 그리고 이 경력을 발판 삼아, 루커스와 스티븐 스필버그 감독의 영화 《레이더스》를 통해 아카데미 시각효과상을 수상하게 된다. 이후 여러 영화에서 특수효과 전문으로 참여한다.
1984년 존스턴은 루커스의 도움으로 서던 캘리포니아 대학교 영화학과에 입학한다. 그러나 1년을 채우고 중퇴하게 되었는데, 나중에 밝히기로는 '규칙을 너무 많이 어겼기 때문'이었다고 한다.

### 감독
존스턴의 첫 영화 감독 데뷔작은 1989년작 《애들이 줄었어요》(Honey, I Shrunk the Kids)였다. 이 영화는 당시 전 세계적으로 2억 달러가 넘는 수익을 벌어들이며 흥행에 성공하였다. 뒤이어 감독한 1991년작《인간 로케티어》(The Rocketeer)와 《페이지마스터》(The Pagemaster)는 상업적으로 실패하였지만, 이후 존스턴은 로빈 윌리엄스 주연의 영화 《쥬만지》(Jumanji)의 흥행으로 재기하였다. 존스턴은 《쥬만지》의 성공으로 작품 제작의 방향을 특수효과 위주의 액션보다는 더 친숙하고 인간주의적인 쪽으로 틀었는데, 그 결과물이 1999년의 《옥토버 스카이》(October Sky)이다. 당시 아역 배우였던 제이크 질런홀이 주인공으로 출연한 이 영화는 로켓 과학자를 꿈꾸는 고등학생의 진솔한 성장기를 그려내어 관객의 찬사를 받았다.
존스턴은 쥬라기 공원 시리즈의 후속작 《쥬라기 공원 3》를 통해 스필버그와의 인연을 이어갔다. 《히달고》를 감독한 뒤, 존스턴은 6년 정도 감독직을 맡지 않다가, 동명의 과거 공포영화를 리메이크한 2010년작 《울프맨》을 감독한다. 그리고 이듬해 존스턴은 마블 시네마틱 유니버스의 일환으로서 《퍼스트 어벤져》의 감독을 맡는다.